# 장윤석 (1950년)
장윤석(張倫碩, 1950년 1월 5일 ~)은 대한민국의 정치인이다. 법조인 출신으로, 제17·18·19대 국회의원이다. 20대 총선에서는 경선에서 최교일에게 패배하여 공천을 받지 못하였고 21대 총선에서는 무소속으로 출마하였으나 낙선하였다.

## 학력
- 1962년 영주중앙초등학교 졸업
- 1965년 영주중학교 졸업
- 1968년 경복고등학교 졸업
- 1972년 서울대학교 법과대학 LL.B.
- 1983년 미국 SMU 로스쿨 LLM
- 1988년 한양대학교 대학원 법학 박사

## 경력
- 1972년 2월: 제14회 사법시험 합격
- 1974년: 사법연수원 4기 수료
- 1974년: 변호사 개업
- 1975년 1월 ~ 1977년 10월: 육군 특전사 법무관
- 1977년: 서울지방검찰청 영등포지청 검사
- 1981년: 법무부 인권과 검사
- 1985년: 서울지방검찰청 검사
- 1986년 5월 ~ 1987년 6월: 대구지방검찰청 의성지청 지청장
- 1987년: 대검찰청 검찰연 구관
- 1989년: 법무부 검찰 제3과장
- 1991년: 부산지방검찰청 공안부장
- 1992년: 대검찰청 공안기획관
- 1993년: 서울지방검찰청 공안1부장
- 1995년 9월 ~ 1996년 7월: 인천지방검찰청 차장검사
- 1996년 8월 ~ 1998년 2월: 부산지방검찰청 울산지청 지청장
- 1998년: 서울고등검찰청 검사
- 1999년 6월 ~ 2002년 2월: 춘천지방검찰청 검사장
- 2000년: 법무부 기획관리실장
- 2001년 5월 31일 ~ 2002년 2월 7일: 창원지방검찰청 검사장
- 2002년 8월 ~ 2003년 3월: 법무부 검찰국장
- 2003년 4월: 장윤석법률사무소 변호사
- 2003년 8월 ~: 국제인권옹호 한국연맹 이사
- 2005년 2월 ~ 2009년 2월: 사랑의장기기증운동본부 감사
- 2006년 12월 ~ 2007년 6월: 2011 대구 세계육상선수권대회 유치특별위원회 위원
- 2007년 5월: 한국범죄방지재단 이사
- 2010년 4월: 세계유교문화축전 고문
- 2013년 4월 ~ 2016년 2월: 제21대 대한복싱협회 회장
- 2018년 10월 ~: 법무법인 동북아 변호사
- 대한변호사협회 선거관리위원회 위원장
- 민족화해협력범국민협의회 지도위원

## 제17대 국회
- 2004년 5월 30일 ~ 2008년 5월 29일: 제17대 국회의원(경북 영주시), 초선
- 제17대 국회 전반기 법제사법위원회 위원 겸 간사
- 제17대 국회 대법관 인사청문특별위원회 위원
- 제17대 국회 후반기 예산결산특별위원회 위원
- 제17대 국회 후반기 문화관광위원회 위원
- 제17대 국회 후반기 문화관광위원회 간사
- 제17대 국회 독도수호 및 역사왜곡대책특별위원회 위원
- 한나라당 인권위원장

## 제18대 국회
- 2008년 5월 30일 ~ 2012년 5월 29일: 제18대 국회의원(경북 영주시), 재선
- 한나라당 제1정책조정위원장
- 한나라당 경북 영주시 당협위원장
- 제18대 국회 전반기 법제사법위원회 위원 겸 간사
- 제18대 국회 정치개혁특별위원회 위원 겸 간사
- 제18대 국회 후반기 국토해양위원회 위원
- 제18대 국회 2011 대구 세계육상선수권대회 유치특별위원회 위원

## 제19대 국회
- 2012년 5월 30일 ~ 2016년 5월 29일: 제19대 국회의원(경북 영주시), 3선
- 제19대 국회 전반기 예산결산특별위원회 위원장
- 제19대 국회 농림축산식품해양수산위원회 위원
- 제19대 국회 윤리특별위원회 위원장
- 제19대 국회 후반기 산업통상자원위원회 위원

## 역대 선거 결과
|  | 52.81% |

|  | 52.47% |

|  | 57.11% |

|  | 21.82% |